# Acronychia glauca
Acronychia glauca är en vinruteväxtart som beskrevs av Thomas Gordon Hartley. Acronychia glauca ingår i släktet Acronychia och familjen vinruteväxter. Inga underarter finns listade i Catalogue of Life.